# Pterozonium spectabile
Pterozonium spectabile là một loài thực vật có mạch trong họ Adiantaceae. Loài này được Maxon & A.C. Sm. miêu tả khoa học đầu tiên năm 1939.